# Acmocera inermis
Acmocera inermis är en skalbaggsart som beskrevs av Thomson 1858. Acmocera inermis ingår i släktet Acmocera och familjen långhorningar.
Artens utbredningsområde är:
- Gabon.
- Nigeria.

Inga underarter finns listade i Catalogue of Life.